# Карлык (деревня)
Карлык — деревня в Саянском районе Красноярского края. Входит в состав Большеарбайского сельсовета.

## История
Основана в 1922 году. В 1926 году состояла из 118 хозяйств, основное население — русские. Центр Карлыкского сельсовета Агинского района Канского округа Сибирского края.

## Население
| 1926 | 2010 |
| ---- | ---- |
| 678  | ↘94  |